# 페카도스 아헤노스
《페카도스 아헤노스》(스페인어: Pecados ajenos)는 2007년 방영된 미국의 텔레노벨라이다.